# Whitesand River (Saskatchewan)
Der Whitesand River ist ein 163 km langer rechter Nebenfluss des Assiniboine Rivers in der kanadischen Provinz Saskatchewan.

## Verlauf
Der Whitesand River fließt von seinem Quellgebiet in den Beaver Hills nordwestlich von Yorkton in östlicher Richtung, bis er bei Kamsack in den Assiniboine River mündet, dessen größter Zufluss in Saskatchewan er ist. Der Fluss ist in den Wintermonaten zugefroren und kann dann mit Fahrzeugen befahren werden. Den größten Abfluss erreicht er im April und Mai während der Schneeschmelze mit bis zu 87 m³/s, dem 35-fachen des langjährigen Mittels.
Der Whitesand River wird vom Theodore Dam (⊙) aufgestaut. Im Flusssystem leben zahlreiche Fische, z. B. Hecht, Glasaugenbarsch, Flussbarsch, Quappe, Steinbarsch, Mondauge und verschiedene Arten Saugkarpfen.